# Cerkiew św. Barbary w Kuzawie
Cerkiew pod wezwaniem św. Barbary – prawosławna cerkiew parafialna w Kuzawie. Należy do dekanatu Kleszczele diecezji warszawsko-bielskiej Polskiego Autokefalicznego Kościoła Prawosławnego.
Obecna cerkiew powstała w latach 1978–1980 w wyniku obudowania murem (i znacznego powiększenia) drewnianej kaplicy z 1936. Nową świątynię konsekrował 11 maja 1980 biskup (późniejszy arcybiskup)  Szymon. Od 1984 cerkiew pełni funkcję świątyni parafialnej. W I dekadzie XXI w. obiekt gruntownie wyremontowano (odnowiono elewację i wnętrze, wymieniono dachy) oraz ogrodzono posesję.

## Święta
- Położenie Szaty Matki Bożej – 15 lipca (2 lipca według starego stylu);
- Uroczystość św. Tekli – 7 października (24 września według starego stylu);
- Uroczystość patronalna św. Barbary – 17 grudnia (4 grudnia według starego stylu).